# Pentecostés (Retablo de María de Aragón)
Pentecostés es un lienzo realizado por el Greco, que generalmente se piensa que estaba ubicado en la parte superior del Retablo de doña María de Aragón, aunque algunos autores —como Wethey o Gudiol— no creen que perteneciera a aquel conjunto.

## Introducción
En 1596, los representantes del Consejo de Castilla, encargaron al Greco la realización del retablo de la iglesia del Colegio de doña María de Aragón. Existen documentos atestiguando que las obras debían realizarse en tres años, pero no existen referencias del número de cuadros que formaban el retablo, ni de su estructura, ni de las temáticas tratadas. Tanto Gudiol como Wethey no creen que el presente lienzo y La Resurrección de Cristo (Retablo de María de Aragón) formaran parte del retablo.
El tamaño y el formato de la parte superior de estos dos lienzos son idénticos. y ambos proceden del Museo de la Trinidad, lo que alude a un posible origen madrileño. Palomino menciona una Resurrección en La basílica de Nuestra Señora de Atocha, por lo que tal vez el presente lienzo también estuviera ubicado allí. formando pendant en un retablo desconocido.  Wethey no cree que fuera así, ya que aquí la pincelada es más descuidada y la ejecución general es menos delicada. Según este autor, la fecha de realización sería aproximadamente una década posterior a la de la Resurrección, y cree que Jorge Manuel Theotocópuli intervino en la presente obra.

## Tema de la obra
La Pentecostés, es un pasaje relatado en los Hechos de los Apóstoles. La representación de la Virgen María. y de María Magdalena en el evento responde a la creencia de que los apóstoles fueron alojados en la casa de las santas mujeres.

## Análisis de la obra

### Datos técnicos y registrales
- Madrid, Museo del Prado;[6]
- Pintura al óleo sobre lienzo;
- Dimensiones: 275 x 127 cm;
- Datación: hacia 1600, según el Museo del Prado. Hacia 1610 -1614, según Wethey;
- Firma —mal restaurada— en la parte inferior central, con letras griegas en cursiva: δομήνικος θεοτοκóπουλος ε'ποíει;
- Consta con el n º. 100 en el catálogo razonado de Wethey y con el 146-a en el de Tiziana Frati.[7]

### Descripción de la obra
Un posible modelo para este lienzo es una obra de Tiziano en la Basílica de Santa Maria della Salute, que el Greco debió haber visto en Venecia. El Greco organizó la composición a base de un triángulo invertido, y con características que lo relacionan con La resurrección de Cristo (Retablo de María de Aragón). Con aquella obra comparte no solo el formato, sino también las figuras alargadas, la falta de perspectiva, la misma mezcla de inmovilidad y de exaltación, y el gusto por el escorzo y la deformación expresiva.
Al representar la escena en un formato vertical, el Greco comprime el espacio, disminuyendo la profundidad y dando lugar a la disposición circular de los personajes alrededor de la Virgen María. En primer plano aparecen dos apóstoles de espaldas —seguramente Juan el Apóstol y Simón Pedro— quienes reaccionan convulsamente a la aparición de las lenguas de fuego. El pintor muestra una gran diversidad de reacciones psicológicas, con unos gestos individuales de gran importancia, tanto estructural como simbólica. Así, uno de los apóstoles del fondo levanta el brazo, con la palma de su mano extendida al cielo —como en La Resurrección — mientras otro extiende la suya en señal de Fe. Al fondo se encuentra la paloma del Espíritu Santo, que emite una luz que ilumina todo el escenario e incide en los personajes. Según Camón Aznar, el segundo personaje de la parte superior derecha podría ser un autorretrato del pintor.

## Procedencia
1. Madrid, Colegio de María de Aragón, 1600-1813;
2. Madrid, Iglesia de San Felipe el Real y Casa de la Inquisición, 1813-1835;
3. Madrid, Real Academia de Bellas Artes de San Fernando, 1835-1838;
4. Museo de la Trinidad, 1838-1872.[12]